# Daniel Cousin
Daniel Michel Cousin (Libreville, 2 febbraio 1977) è un allenatore di calcio ed ex calciatore gabonese, di ruolo attaccante.
Possiede il passaporto francese.

## Carriera

### Giocatore
Alla fine della stagione 2011-2012 era rimasto svincolato.

### Allenatore
Ha allenato la nazionale gabonese.

## Palmarès

### Giocatore

#### Competizioni nazionali
- Coppa di Scozia: 1

Rangers: 2007-2008
- Coppa di Lega scozzese: 1

Rangers: 2007-2008

#### Competizioni internazionali
- Coppa Intertoto UEFA: 1

Lens: 2005